# 九里みほ
九里 みほ（くのり みほ、2月9日 - ）は、日本の女優である。ヘリンボーン所属。神奈川県横須賀市出身。2007年に九里美保から九里みほに改名した。
2006年、劇団ビタミン大使ABC退団。
その後、小劇場の舞台に出演。
ドラマ、映画、TVCMのナレーションを中心に活動。
2017年11月より、ウクレレ弾き語りを始め、2018年11月9日1st minialbum虹のネコリリース。
2021年7月9日2ndフルアルバム月見る猫はウクレレを歌うをリリース。
都内、神奈川、名古屋、大阪、熊本、2023年からは韓国のライブハウスにも出演。
野中希とツインボーカルユニットSalud-Salutとして音楽活動もしているが、現在は休止中。

## 出演作品

### テレビ
- NHK土曜時代ドラマ
- そろばん侍 風の市兵衛
- 4夜連続ドラマスペシャル
- 恋の合宿免許っ！
- ろくでなしBLUES
- 臨死!!!江古田ちゃん
- 桂ちづる診察日録
- 慶次郎縁側日記3
- 夜王
- 慶次郎縁側日記2
- 相棒season3
- 土曜ワイド劇場 女変装捜査官
- 虹のかなた
- ぼくが地球を救う
- ごくせん
- 空から降る一億の星
- 安楽椅子探偵とUFOの夜
- こちら第三社会部
- ひとつ屋根の下
- 欽ちゃんの第33回全日本仮装大賞 - エスコートガール
- 警視庁ゼロ係〜スカイフライヤーズ〜（2024年7月22日、テレビ東京） - タワマン住人 森村妙子役[2]

### アニメ
- 蟲師 続章（ゆいの母）

### 映画
- ルノワール 監督/早川千絵※声の出演
- ６人の小夜子 監督/塩田悠地
- いたくても いたくても

監督/堀江貴大※声の出演
- まんまのまんま 監督/堀江貴大
- 月曜のすみっこ 監督/貝本敏弥
- オペレッタ狸御殿 監督/鈴木清順
- D 監督/駒谷揚
- Two in Million（CXショートフィルム大賞受賞）監督/駒谷揚
- ふ・た・り・ぼ・っ・ち 監督/榎戸耕史

### Web Movie
- 映画かよ。（監督：駒谷揚）
- ロート製薬 30年分の愛（監督：多田昌平）V・ロート発売50周年記念コンテスト最優秀作品
- 富士通LOOXショートムービー 取扱説明人マー君（監督：駒谷揚）
- 超短編アニメ世界一短い恋愛ドラマ

### 配信ドラマ
- 御曹司ボーイズ

（2019年4月28日 - AbemaTV）

### PV
- 前田亘輝ビデオクリップ1988-1991

### ラジオ
- 九里みほのMOFUMOFU RADIO! （2023年10月～FMブルー湘南）

毎週火曜19:00～20:00

### ラジオドラマ
- 青春アドベンチャー 「アグリーガール」（2015年、NHK-FM）
- サントリー・サタデー・ウェイティング・バー
- 岸谷五朗RADIOCLUB

### 舞台
- タカハ劇団
  - 瘡蓋の底
- ガラスの仮面 北白川藤子役
- 梶原茉莉＆九里みほプロデュース おとのえ
  - 最後の葉書 〜黒田夫妻の往復書簡〜
- 日穏-bion-
  - Gift〜星空の向こうから〜
- なゆた屋
  - 咲きほこらん
- 劇団ハートランド
  - 発進、オーライ！
  - ペラペラゲーム
  - ひなあられ
- ここかしこの風
  - ROLLING-the postman-
- 劇団チャリカルキ
  - 最後は沈丁花さんの歌
  - 筒井筒さん、その時約束を果たす
  - そして、砂名堂兄弟山で泳ぐ
  - 安中さん達の雨宿り。〜おどりばハウスにて〜
  - 先橋さんの脚の間に。
  - 瀬良美さん達の一週間
  - 雫石さんの恋
  - 脚立
- 現代制作舎+グループ虎
  - 〜鏡と涙と伊右衛門と〜新・四谷怪談
- 陰山泰プロデュース〜at first sight〜
  - ハジメテミルケシキ
  - 2003
  - INUMANIや・り・に・げ→ロンド
- メトロポリスプロジェクト
  - 旅人のオーケストラ
- 山岸諒子プロデュース
  - 甘い生活
- 劇団ビタミン大使「ABC」
  - 眠る夢、見る夜
  - 黒くなる
  - 僕のクラス〜教育ビジネスの現場から〜
  - ホームライク・ホームレスネス
  - 求愛日和
  - 大家族
  - 波乗りケナイの遠慮
  - ブラザー・リコのJipangu大逆転
  - 鬼
  - 誘蛾灯
  - ニュー銀山閣に泊まるのだけは
  - 黒蠍四兄妹の再会フローチャート
  - シバケン巡査のいた夏祭り
  - 澤田主任の気合の入った贈り物
  - ブラザーリコの盗聴大作戦
  - 東京タワーには行きたがらない
  - 夏屋服部商店のやり方
  - ラモベレール村の陽は遠く
  - 高山課長の忙しい夜
  - 青春歌論
- 地下鉄環状線
  - 日銀バスターズ
- 久世龍之介プロデュース
  - 結婚疲労宴
  - ヴァージンズ
- 住友優子プロデュース・Pie-Land
  - 僕にやさしい四人の女
- EDメタリックシアター
  - オリンピック
- ドラマティック・ミュージカルシアター・マガジン
  - SAILING

### ゲーム
2000年
- バウンサー（PD-4）

### 音楽活動
- ウクレレ弾き語り 九里みほ
- Salud-Salut（野中希＆九里みほのツインボーカルユニット）
- ハワイアンオールスターズ